# Sawda bint Zamʿa
Sawda bint Zam'a ibn Qayys ibn Abd Shams (en árabe سودة بنت زمعة) fue la segunda esposa del profeta Mahoma, y considerada por los musulmanes como "la madre de los creyentes".

## Biografía
Su padre, Zam'a ibn Qays, era del clan Amir ibn Luayy clan de la tribu Quraysh de La Meca. Su madre, Al-Shamus bint Qays, era del clan Banu Najjarr, de la tribu Banu Khazraj de Medina.

## Migración hacia Abisinia
Sawda fue la primera mujer en emigrar a Abisinia junto con su primer esposo As-Sakran ibn Amr, después de haber sido perseguidos por los politeístas de La Meca. Su marido falleció ya sea en el camino de regreso a La Meca o después de llegar. Sakran dejó Abisinia por mar junto con Waqqas para predicar el islam.
Sawda y Sakran tuvieron un hijo: Sakran ibn Sakran ibn Amr ibn Abd Shams, que falleció como un mártir luchando en la Batalla de Jalula en el año 637 d. C.

## Matrimonio con Mahoma
Mahoma dio permiso a Khawla para hablar con Abu Bakr as-Siddiq y Sawda sobre el tema del matrimonio. Mahoma se casó con ella en el mes de Shawwal, en el décimo año de su profecía, pocos días después de la muerte de Jadiya. Sawda era mucho mayor que Mahoma.

## Viudez
Después de la muerte de Mahoma, a Sawda le fue regalada una importante suma de dinero, que ella gastó en actos de caridad con la gente pobre. Muawiya I, el primer califa de la dinastía Omeya, compró su casa de Medina por 180.000 dinares. Sawda falleció en Medina en octubre del año 674.